# Il maestro ignorante
Il maestro ignorante è un libro del 1987 del filosofo Jacques Rancière che affronta il tema relativo al ruolo dell'insegnante e dell'individuo verso la liberazione individuale. Rancière utilizza l'esempio di Joseph Jacotot, un insegnante francese di fine XVIII secolo che insegnava in Belgio senza conoscere la loro lingua (fiammingo). L'opera esprime idee rousseauiane, ad esempio nello stato di natura gli esseri umani sono moralmente buoni, e sottolinea che il cambiamento individuale precipita il cambiamento sociale. I suoi argomenti si basano in gran parte sui dibattiti del partito socialista francese sull'educazione durante gli anni '80.

## Trama
L'opera “Il maestro ignorante” di Jacques Rancière affronta il ruolo dell'insegnante e dell'individuo nel percorso verso l'emancipazione individuale. Utilizzando le esperienze di Joseph Jacotot, che insegnava ai suoi studenti senza conoscere la loro lingua, l'opera evidenzia come il cambiamento individuale possa innescare un cambiamento sociale e sottolinea il potere liberatorio dell'apprendimento. Rancière sostiene che l'apprendimento non è solo un trasferimento di conoscenza, ma anche un processo attraverso il quale l'individuo può acquisire conoscenza in modo indipendente, utilizzando la propria intelligenza e il desiderio di imparare. Questo approccio dimostra che gli studenti possono apprendere non solo sotto la guida di una figura autoritaria, ma anche da soli.